# 李向志
李向志（1956年10月—），男，重庆人，中华人民共和国政治人物。四川大学化学系高分子化学专业毕业，中共四川省委党校地厅级班现代管理专业在职研究生学历。

## 生平
1978年毕业于四川大学化学系高分子化学专业。1984年10月加入中国共产党。历任四川省化学工业厅主任科员、副处长、处长、副厅长，省经济贸易委员会化工行业管理办公室主任；中共达州市委副书记、代市长、市长、市委书记、市人大常委会主任等职。2011年3月调任中共德阳市委书记。2014年1月当选四川省人大常委会副主任。